# زنگ‌آوای پیزری
زنگ‌آوای پیزُری (نام علمی: Laniarius mufumbiri) نام یک گونه از سرده زنگ‌آواها است.